# Mohamed Mbougar Sarr
Pour les articles homonymes, voir Sarr.
Mohamed Mbougar Sarr, né le 20 juin 1990 à Dakar au Sénégal, est un romancier sénégalo-français d'expression française. Il est le plus jeune lauréat, depuis 1976, à remporter le prix Goncourt, en 2021, pour La Plus Secrète Mémoire des hommes.

## Biographie

### Famille et formation
Mohamed Mbougar Sarr, écrivain sénégalais, fils de médecin, a grandi au sein d'une famille nombreuse (fratrie de sept garçons) faisant partie du peuple sérère à Diourbel au Sénégal,. Il poursuit ses études secondaires au prytanée militaire de Saint-Louis avant de s'installer en France en classe préparatoire au lycée Pierre-d'Ailly de Compiègne puis d'intégrer l'École des hautes études en sciences sociales (EHESS). Ses recherches portent sur Léopold Sédar Senghor, mais il interrompt sa thèse et se consacre en grande partie à l'écriture. Il s'installe ensuite à Beauvais.
Selon lui, « la littérature est un point de vue sur le monde. Il n'y a pas de différence entre la vie et la littérature [...], c'est la même énergie ».
Il a la double nationalité sénégalaise et française.

### Carrière littéraire
Mohamed Mbougar Sarr aborde plusieurs thèmes dans ses œuvres, qui se différencient des romans habituels franco-africains, tels que le djihadisme, la migration ou l'homosexualité sur le continent africain.
Son premier roman, Terre ceinte — décrivant la vie d'une petite ville sahélienne fictive mise sous la coupe de milices islamiques djihadistes —, a reçu en 2015 le prix Ahmadou-Kourouma au salon du livre de Genève, puis le grand prix du roman métis de Saint-Denis-de-la-Réunion et le prix du roman métis des lycéens.
Aux Jeux de la Francophonie de 2017, sa nouvelle Ndënd reçoit la médaille de bronze dans la catégorie « Littérature ».
Son second roman, Silence du chœur — portrait du quotidien de migrants d'Afrique en Sicile, dans une petite ville dont la population est contre l'immigration — a reçu le prix « Littérature Monde » du festival Étonnants voyageurs de Saint-Malo et le Prix du roman métis des lecteurs de la ville de Saint-Denis en 2018,.
Par ailleurs, Mohamed Mbougar Sarr est également l'un des dix co-auteurs de l'ouvrage collectif Politisez-vous ! , essai auquel ont également contribué Hamidou Anne et Fary Ndao.
En 2018, il publie son troisième roman, De purs hommes, inspiré d'un fait divers homophobe lié à une vidéo virale dans lequel une foule exhume le cadavre d’un homme supposé être homosexuel, góor-jigéen. Trois ans plus tard, des détracteurs sénégalais l'ont accusé de faire « l'apologie de l’homosexualité »,. Mohamed Mbougar Sarr revendique la portée politique de son roman.
En 2021, son roman La Plus secrète mémoire des hommes, qui retrace l'enquête de Diégane Latyr Faye, un jeune écrivain sénégalais à la recherche d'un auteur africain, nommé Elimane, à l'origine d'un roman grandiose. Avec l'aide de plusieurs personnes, Diégane se lance sur les traces d'Elimane, qui est doté du pouvoir de voyance et de séduction. Son enquête le mènera dans de nombreuses villes, de Paris à Dakar en passant par Amsterdam et Buenos Aires.

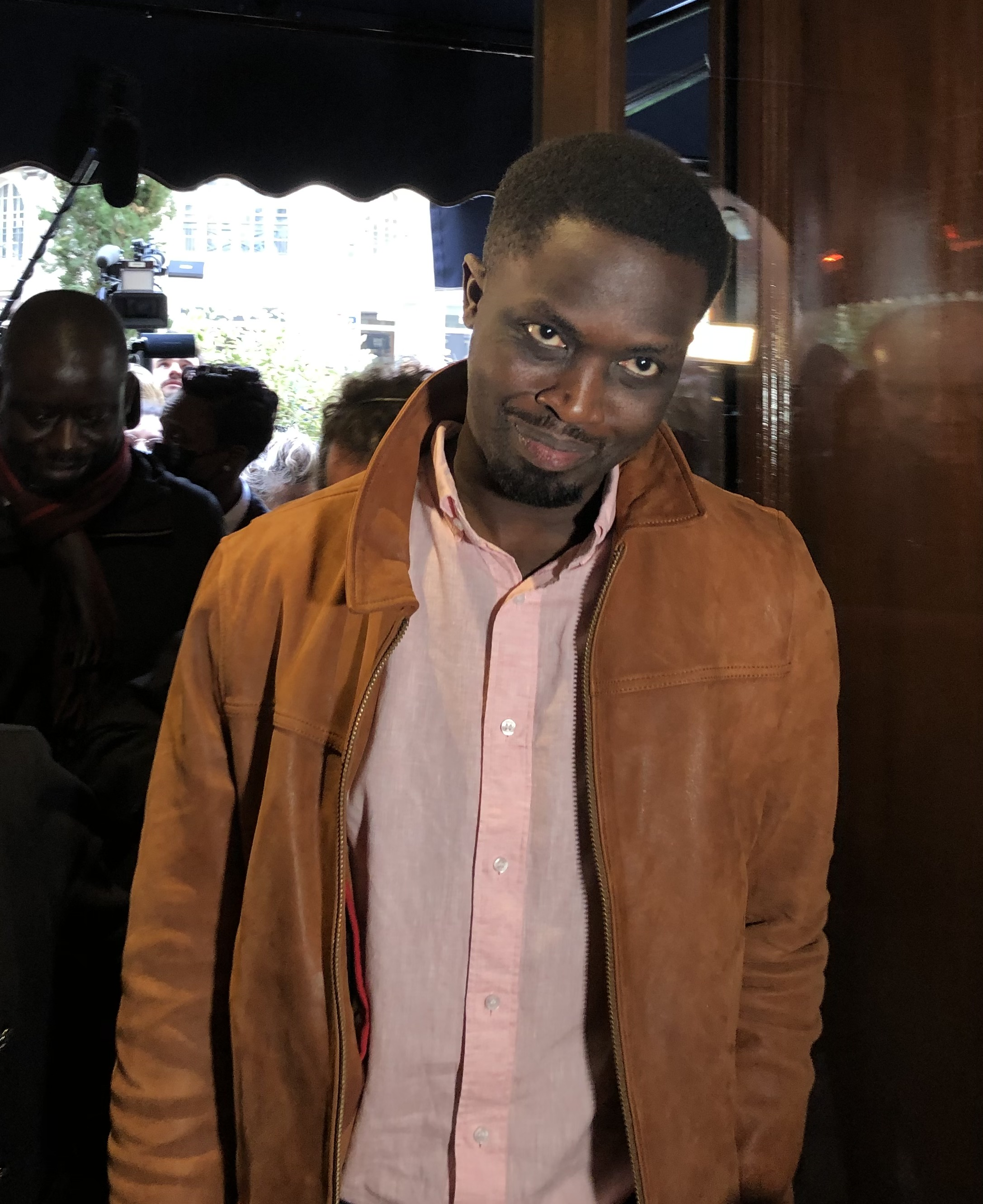
Mohamed Mbougar Sarr entrant chez Drouant à Paris pour recevoir son prix Goncourt (3 novembre 2021)

Le roman de Mohamed Mbougar Sarr, inspiré du destin de l’écrivain malien Yambo Ouologuem, reçoit le prix Goncourt 2021 dès le premier tour de scrutin. Sur l'année 2021, l'ouvrage s'écoule à 370 000 exemplaires. L'écrivain en dit long dans ce roman sur la relation France-Afrique : « J’essaie de montrer comment la colonisation a pu, à travers un personnage d’écrivain, être un espace  de domination, d’ambiguïté et d’exclusion, mais aussi d’amour et de relations puissantes ». Le récit interroge non seulement les structures de l’échange littéraire africain, mais aussi le face-à-face entre l’Afrique et l’Europe, qui seraient vouées « à se regarder en chiens de faïence » ou encore la colonisation qu'il considère comme « une épine plantée dans la chair du colonisé ».

## Rayonnement international
Mohamed Mbougar Sarr dispose d’une audience importante à l'international : avec plus d’une cinquantaine d’interviews accordées aux médias internationaux, dont le Guardian et le New York Times, le roman La Plus Secrète Mémoire des hommes lui a permis de mettre en avant une dimension transculturelle qui touche les lecteurs de tous les continents. En remportant le prix Goncourt, une problématique importante est soulevée concernant la reconnaissance tardive des auteurs francophones non français et de la littérature africaine insuffisamment mise en avant mais aussi de la nécessité d'une lecture universelle.

## Prises de position
Il dénonce avec d'autres écrivains dans une tribune en mai 2025 le « génocide » de la population à Gaza et demande « un cessez-le-feu immédiat ».

## Œuvres
- 2014 : La Cale (nouvelle) [lire en ligne][21]
- 2015 : Terre ceinte, Éditions Présence africaine (ISBN 978-2-7087-0881-5, OCLC 1284873579)[22],[23]
- 2017 : Silence du chœur, Éditions Présence Africaine (ISBN 978-2-7087-0904-1, OCLC 1002301569)[24],[25],[26]
- 2018 : De purs hommes, Éditions Philippe Rey, en coédition avec Jimsaan (ISBN 978-2-84876-663-8, OCLC 1031884154, lire en ligne)[27],[28]
- 2021 : La Plus Secrète Mémoire des hommes, Éditions Philippe Rey, en coédition avec Jimsaan (ISBN 978-2-84876-886-1 et 2-84876-886-X, OCLC 1266530275, lire en ligne)[29],[30],[14],[31]

## Récompenses et distinctions

### Prix littéraires
- Prix Stéphane-Hessel pour La Cale[6]
- Grand prix du roman métis et prix du roman métis des lycéens 2015 pour Terre ceinte[32],[33]
- Prix Ahmadou-Kourouma 2015 pour Terre ceinte[33]
- Prix du roman métis des lecteurs, Prix littéraire de la Porte Dorée et Prix « Littérature Monde » 2018 pour Silence du chœur[32],[34],[35]
- Prix Transfuge du meilleur roman français 2021 pour La Plus Secrète Mémoire des hommes[36],[37]
- Prix Goncourt 2021 pour La plus secrète mémoire des hommes[38],[39]

### Décorations
- Chevalier de l'ordre du Mérite du Sénégal, par le président de la république du Sénégal Macky Sall (2015)[40],[41].
- Commandeur de l'ordre national du Lion du Sénégal, par le président de la république du Sénégal Macky Sall (2021)[42],[43]